# Яковлев, Михаил Иванович (геолог)
Михаил Иванович Яковлев (1907 — ?) — советский инженер-геолог, лауреат Ленинской премии.

## Биография
Окончил Свердловский горно-металлургический техникум (1930) и Московский всесоюзный заочный индустриальный институт (1940).
В 1937—1941 — инженер-гидрогеолог в системе НКПС.
В 1941—1945 гг. — служба в РККА.
В 1946—1950 — работал в Московском геологическом управлении.
В 1951—1955 — стратиграф-литолог треста «Курскгеология». В 1953 году во время поисковых работ на уголь обнаружил в 30 км от Белгорода под покровом углисто-глинистых сланцев ожелезненные породы (на глубине 480 м).
С 1956 г. инженер-геолог Карагандинского геологического управления.
Ленинская премия 1959 года — за участие в открытии и разведке богатых железорудных месторождений Белгородского района КМА.